# Палац Юревичів (Бершадь)
Бершадь — стара осада між річками Дохна та Берладинкою на Поділлі.

## Історія
Бершадь належала Слупичам, пізніше Збаразьким і була резиденцією Криштофа Збаразького. Після Збаразьких Бершадю володів козацький отаман — Босий. Після нього Бершадь належала Пясковським, пізніше Мошинським. Від Мошинських Бершадь перейшла до Юревичів. Юревичі збудували тут палац на березі великого ставу. Палац був оточений величезним ландшафтним парком. Посередині парку стояла каплиця в неоготському стилі. Розписи стін в каплиці були виконані італійцями в стилі альфреско. За каплицею на березі ставка знаходилися два білі сфінкси з лавами. На ставах плавало багато лебедів. Палац малював Наполеон Орда. У палаці була також величезна бібліотека з великою кількістю томів, старовиних рукописів. Також Бершадь мала добре розвинене господарство та славилась стадами породистих коней.